# Hack Simpson
Pour les articles homonymes, voir Simpson.
Harold Alfred « Hack » Simpson (né le 7 décembre 1909 à Winnipeg, mort le 30 mars 1978 à Montréal) est un joueur canadien de hockey sur glace.

## Carrière
Simpson apprend à jouer au hockey sur ses étangs locaux en hiver, puis joue et pratique à l'Auditorium et au Shea's Amphitheatre.
Hack Simpson est repéré par les Pèlerins de Winnipeg et commence sa carrière avec cette équipe de la Ligue de hockey junior du Manitoba, en 1927, jouant avec eux pendant deux saisons avant de rejoindre l'équipe junior de l'université du Manitoba en 1929-1930.
Pour sa première saison senior, il se joint au Hockey Club de Winnipeg. Au cours de la saison 1930-1931, le Hockey Club de Winnipeg remporte la Keane Memorial Cup en tant que champions de Winnipeg, la coupe Pattison en tant que champions du Manitoba et la Coupe Allan en 1931.
En tant que championne de la Coupe Allan, l'équipe est sélectionnée pour représenter le Canada aux Jeux olympiques d'hiver de 1932 à Lake Placid. Harold Simpson est le porte-drapeau lors de la cérémonie d'ouverture. Le Canada remporte la médaille d'or. Hack Simpson joue cinq matchs et marque six buts au poste d'attaquant, un changement décidé par l'entraîneur Jack Hughes pour capitaliser sur la capacité de marquer de Simpson. Hughes le nomme aussi capitaine. Il marque notamment le but de l'égalisation lors du match de poule contre les États-Unis et aussi en finale contre la même équipe.
Il fait d'abord une brève apparition avec les Bulldogs de Windsor, club de la Ligue internationale de hockey, un match avec les Castors de Québec, club de la Canadian-American Hockey League, puis un bref passage avec les Maroons de Montréal, club de la Ligue nationale de hockey, mais est retiré de l'équipe en 1933. Sa dernière saison en tant que joueur est 14 matchs avec les Royaux de Montréal. 
En 2004, il est intronisé au Temple de la renommée des sports du Manitoba.